# 矮菜棕

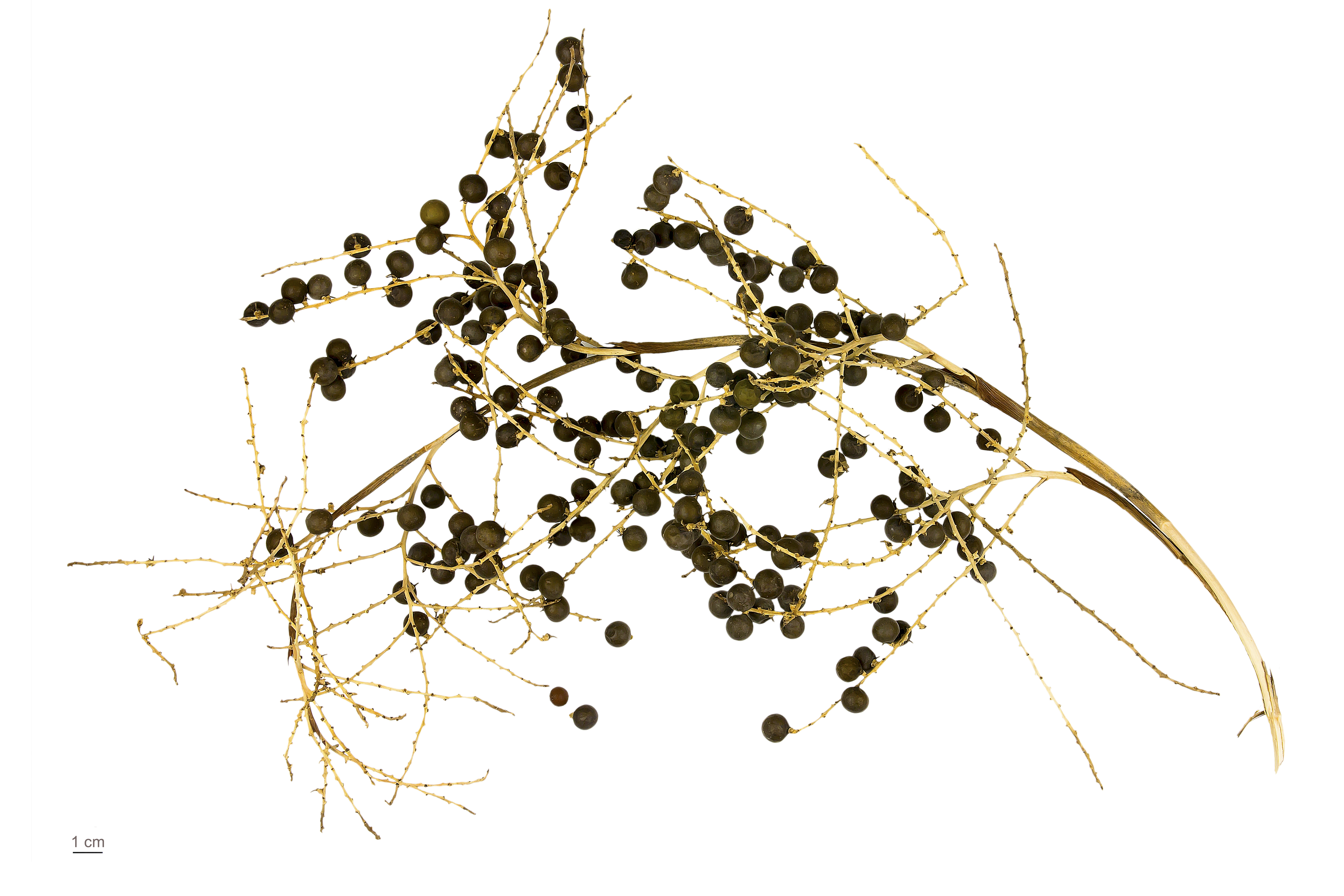
Sabal minor

矮菜棕（学名：Sabal minor）为棕榈科菜棕属下的一个种。其种加词“minor”意为“较小的”。

## 扩展阅读
- 維基物種上的相關：矮菜棕